# Argentina nos Jogos Olímpicos de Inverno de 1928
A Argentina participou dos Jogos Olímpicos de Inverno de 1928 em St. Moritz, na Suíça. Foi a primeira participação do país em Jogos Olímpicos de Inverno.

## Desempenho

### Bobsleigh
| Atleta                                                                            | Evento             | Descida 1 | Descida 2 | Total  | Total |
| Atleta                                                                            | Evento             | Descida 1 | Descida 2 | Tempo  | Pos.  |
| --------------------------------------------------------------------------------- | ------------------ | --------- | --------- | ------ | ----- |
| Arturo Gramajo Ricardo González Mariano de María Rafael Iglesias John Victor Nash | Equipes masculinas | 1:40.1    | 1:42.5    | 3:22.6 | 4º    |
| Eduardo Hope Jorge del Carril Héctor Milberg Horacio Iglesias Horacio Gramajo     | Equipes masculinas | 1:42.3    | 1:40.6    | 3:22.9 | 5º    |